# Rebecka (Bibeln)

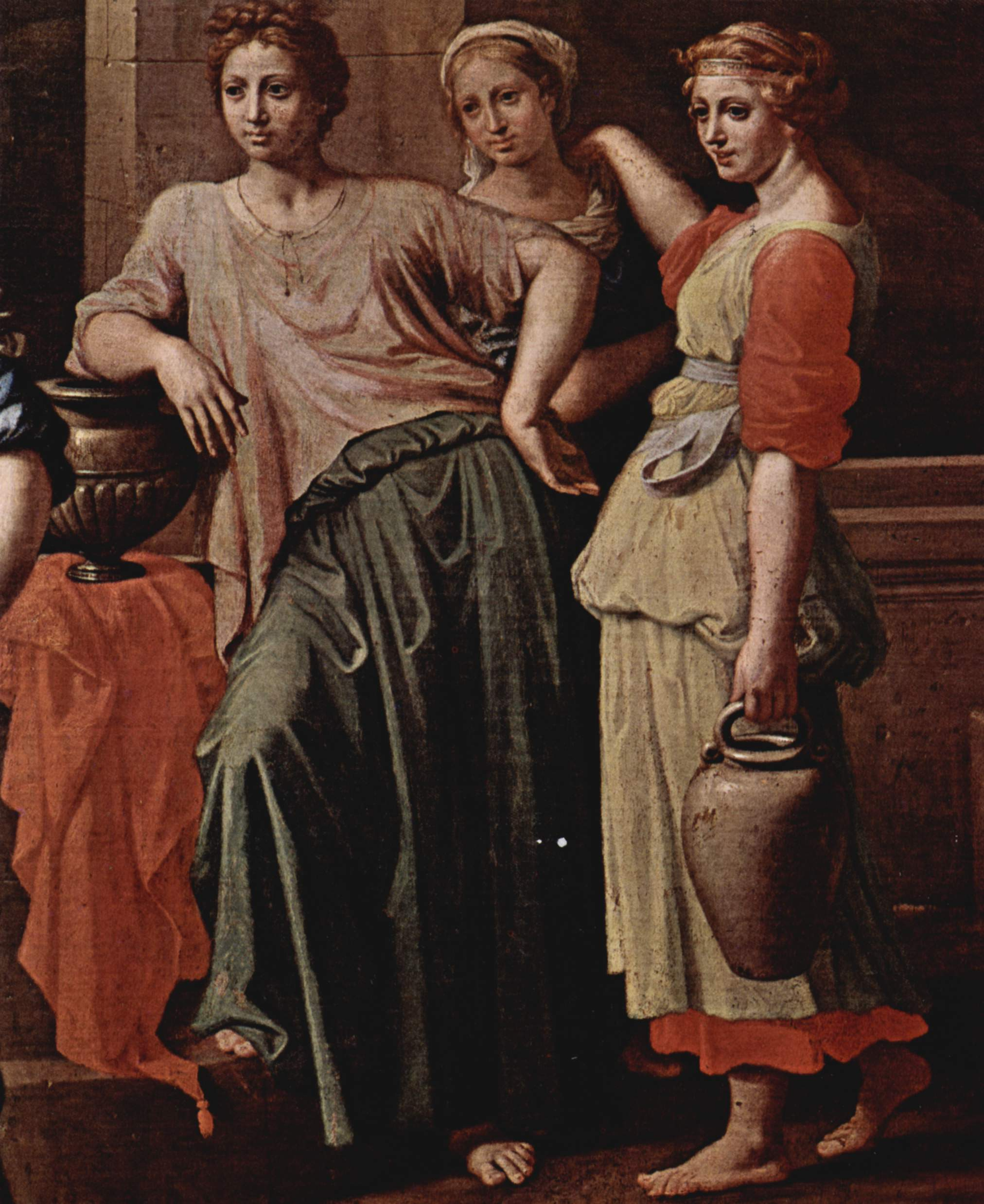
Detalj av "Elieser och Rebecka" (Poussin 1648)

Rebecka  var i Bibeln hustru till Isak, moder till tvillingsönerna, den ludne Esau och den släthudade Jakob. Namnet löd Rivqah på forntida hebreiska, men blev senare till Rebekah på biblisk hebreiska, Rebekka på biblisk grekiska och Rebecca på bibliskt latin. Namnet är numera ungefär detsamma på de språk det är mest populärt, och Becky och Reba är engelska kortformer. Namnet Rebecka kom i bruk som ett kristet namn efter den protestantiska reformationen, och det var populärt bland puritanerna under 1600-talet. Namnet har haft sina starkaste fästen i nordvästra Europa (Skandinavien, Tyskland, Irland, Nordirland, Skottland) samt i vissa länder i forna Östeuropa (Kroatien, Slovenien, Slovakien, Tjeckien) samt i Italien, där det tillhör de 20 vanligaste kvinnonamnen.
Rebecka favoriserade den yngre tvillingsonen Jakob, dvs den partiark som senare bytte namn till Israel (eller Yakoov, som han hette på biblisk hebreiska, och som kan betyda troninkräktare.). Namnet Rebecka lär betyda ungefär "försåt" eller "fälla",  och betydelsen av bådas namn kan möjligen ha att göra med Rebeckas plan för att lura den nästan blinde Isak att ge Jakob sin välsignelse och huvuddelen av arvet trots att Esau var den äldste sonen.(1 Mos. 28 kap.)
Rebecka föddes i Mesopotamien, Abrahams hemland, och Bibeln berättar att hon hämtades därifrån av Abrahams tjänare Elieser med Guds hjälp.